# Dino Piranha
Dino Piranha is een personage uit de computerspellen van de Marioserie.
Dino lijkt heel erg op Petey Piranha, maar verschilt in kleuren. Zijn onderlichaam lijkt op een dinosaurus en aan de staart zit een bruine bal die op een zaadje lijkt. Als Mario Dino Piranha voor het eerst tegenkomt, zit deze in een groot ei. Zijn zwakke punt is de staart die Mario tegen het hoofd van Dino Piranha aan moet slaan. Hierdoor vallen er blaadjes van het hoofd van Dino Piranha, en wordt Dino Piranha boos. 
Ook is er een vuurvariant van Dino Piranha, waarbij de staart afwisselend brandt en niet brandt. Mario kan dan alleen nog tegen de staart staan als deze niet brandt.
Dino Piranha komt voor het eerst voor in Super Mario Galaxy en komt later terug in Super Mario Galaxy 2 en daarna nog in Mario & Sonic op de Olympische Spelen: Londen 2012.